# Eugenia inconspicua
Eugenia inconspicua är en myrtenväxtart som beskrevs av Paul Carpenter Standley. Eugenia inconspicua ingår i släktet Eugenia och familjen myrtenväxter. Inga underarter finns listade i Catalogue of Life.